# Валя-Черулуй
Валя-Черулуй (рум. Valea Cerului) — село у повіті Біхор в Румунії. Входить до складу комуни Суплаку-де-Баркеу.
Село розташоване на відстані 417 км на північний захід від Бухареста, 47 км на північний схід від Ораді, 98 км на північний захід від Клуж-Напоки.

## Населення
За даними перепису населення 2002 року у селі проживали 444 особи.
Національний склад населення села:
| Національність | Кількість осіб | Відсоток |
| -------------- | -------------- | -------- |
| словаки        | 427            | 96,2%    |
| румуни         | 13             | 2,9%     |

Рідною мовою назвали:
| Мова      | Кількість осіб | Відсоток |
| --------- | -------------- | -------- |
| словацька | 427            | 96,2%    |
| румунська | 13             | 2,9%     |